# Bitva u Val Orco
Bitva u Val Orco byl ozbrojený střet, při němž příslušníci československého partyzánského oddílu přepadli a rozprášili v horské soutěsce německo-italskou kolonu. Tento oddíl, pod velením důstojníka Leopolda Vrány, se skládal z příslušníků vládního vojska, kteří byli posláni z protektorátu do Itálie, ale přešli k zdejším partyzánům.